# Martin Sahlin
Martin Sahlin, född 9 juli 1985 i Laholm, Hallands län, är en svensk politiker. Han var ordförande för Stockholms Studentkårers Centralorganisation (SSCO) mellan 1 juli 2012 och 30 juni 2013. Han var även vice ordförande i Stiftelsen Stockholms studentbostäder (SSSB) från 1 juli 2012.
Tidigare, från 1 juli 2011 till 30 juni 2012, var han vice ordförande i SSCO samt styrelsesuppleant i SSSB. Han satt mellan åren 2008 och 2010 i styrelsen för Stockholms universitets studentkår. Från 2009 till 2011 var han även ledamot i styrelsen för AB Frescatihallen.
Inom Miljöpartiet de gröna har Sahlin varit styrelseledamot i såväl distriktsorganisationen i Stockholmsregionen som i lokalavdelningen i Stockholm stad. Mellan 2009 och 2011 var han språkrör för Gröna Studenter, partiets studentförbund och mellan 2007 och 2010 styrelseledamot i Gröna Studenter Stockholm, de sista åren som sammankallande. 